# K2-407
K2-407 — одиночная звезда в созвездии Весов на расстоянии приблизительно 706 световых лет (около 217 парсек) от Солнца. Видимая звёздная величина звезды — +11,97m. Возраст звезды оценивается как около 6,16 млрд лет.
Вокруг звезды обращается, как минимум, две планеты.

## Характеристики
K2-407 — жёлтый карлик спектрального класса G4V, или G4, или G5V. Масса — около 1,03 солнечной, радиус — около 0,94 солнечного, светимость — около 0,616 солнечных. Эффективная температура — около 5317 К.

## Планетная система
В 2022 году командой астрономов, работающих с фотометрическими данными в рамках проекта Kepler K2, было объявлено об открытии планет K2-407 b и K2-407 c.